# ノーマン・テーバー
ノーマン・テーバー (Norman Stephen Taber、1891年9月3日- 1952年7月15日)は、アメリカ合衆国の陸上競技選手。1912年ストックホルムオリンピックの金メダリストである。

## 経歴
テーバーはブラウン大学在学中の1910年、IC4Aの大会の1マイル走で3位となり頭角を現した。翌1911年のシーズンは棒に振ったものの、1912年には再び表舞台に登場。IC4Aのクロスカントリーで6位、さらに1マイル走では大会タイ記録を樹立し多くの者を驚かせた。
同年開催のストックホルムオリンピックでは1500mの代表に選出され、同種目の優勝候補と見られていた。決勝は7月10日に行われた。レースは同じアメリカのアベル・キヴィアットとともに先頭争いを行う展開となり、最後の直線、テーバーはキヴィアットを追い越しにかかるが、イギリスのアーノルド・ジャクソンが2人を追い抜いてゆきジャクソンが金メダル。キヴィアットとテーバーは写真判定の末、キヴィアットが銀。テーバーが銅メダルとなった。
テーバーは、5人のチームによる3000m団体競争にも出場。予選はハンネス・コーレマイネンがいるフィンランドとの対戦であった。コーレマイネンが8分36秒9の全選手中最高のタイムで走ったが、2位から6位までアメリカの選手で占め決勝進出。決勝はアメリカ、スウェーデン、イギリスとの対戦で、テーバーは15人中3位となり、1位のテル・バウマ、5位のジョージ・ボンハーグ、途中棄権したキヴィアット、ヘンリー・スコットとともに金メダルを獲得した。